# Vlag van Vichada

Vlag van Vichada

De vlag van Vichada bestaat uit twee horizontale banden in de kleurencombinatie geel-groen. De gele kleur staat voor de rijkdom van het gebied. De groene kleur staat voor de vlaktes en de jungle van het departement. De vlag lijkt sterk op de vlag van Nariño.